# RAF Cranwell

i7
i11
i13
Das Royal Air Force College Cranwell (ICAO-Code: EGYD), kurz RAF Cranwell, ist ein Militärflugplatz der britischen Royal Air Force fünf Kilometer nordwestlich von Sleaford in der Grafschaft Lincolnshire, England. Das RAF College ist die Offizierschule der britischen Luftstreitkräfte, die Basis ist eine der ältesten der RAF.

## Geschichte

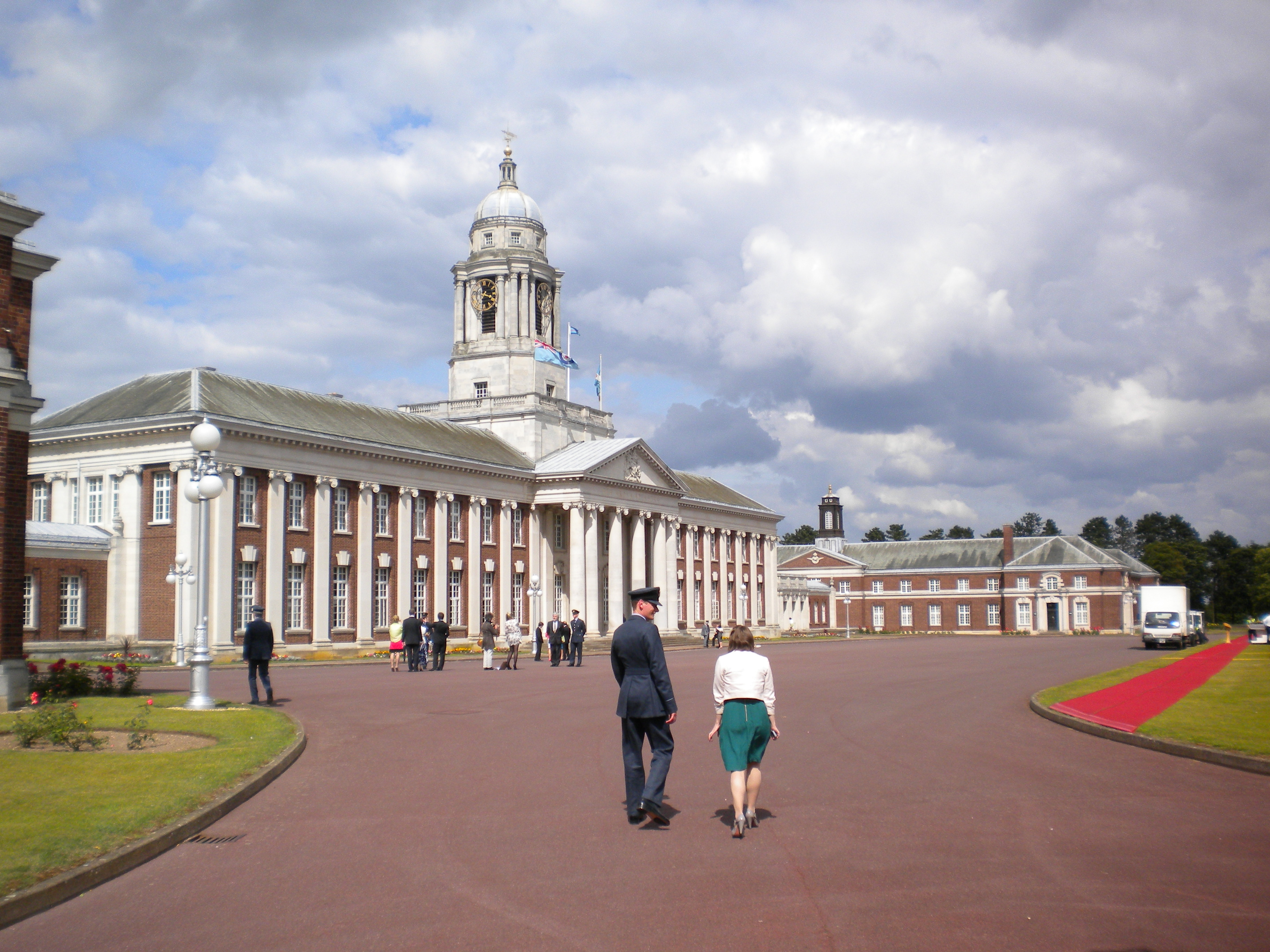
College Hall, RAF College Cranwell

Nach einjähriger Vorbereitungszeit wurde im Frühjahr 1916 das Royal Naval Air Service Training Establishment Cranwell eröffnet, das mit Gründung der Royal Air Force 1918 zu RAF Cranwell wurde. Nach dem Krieg war hier in den 1920er Jahren unter anderem T. E. Lawrence stationiert, besser bekannt als „Lawrence von Arabien“.
Sir Frank Whittle war in den späten 1920er Jahren in RAF Cranwell stationiert. Hier formulierte er die wesentlichen Ideen für den Jetantrieb, und 1941 fand in Cranwell durch die Gloster E.28/39 der erste Flug eines britischen Düsenflugzeugs statt. Nach seinem Tod 1996 wurde seine Asche in der Kirche RAF Cranwells beigesetzt.
Cranwell wurde Ausbildungsstätte sämtlicher RAF Offizieranwärter und auch die gesamte Flugausbildung fand hier in den ersten Jahrzehnten der Existenz der Ausbildungsstätte statt. Erst mit Verlängerung der Ausbildung von zwei auf drei Jahre ab 1960, in denen auch ein akademischer Grad erworben werden konnte, wurde die Fortgeschrittenenschulung auf andere Flugplätze wie RAF Valley verlegt, lediglich die Basisschulung auf Jet Provost verblieb in Cranwell.

## Heutige Nutzung
Derzeit (2019) nutzen folgende Schulungseinrichtungen RAF Cranwell:
- Royal Air Force College (RAFC), die Offizierschule der RAF und damit das Äquivalent zu Militärakademie Sandhurst der British Army
- Hauptquartier der Central Flying School (CFS)
- No. 3 Flying Training School (No. 3 FTS): Neben dem Hauptquartier ist in Cranwell auch eine von drei fliegenden Staffeln zur Basisausbildung, die 57. Reserve Squadron, ausgerüstet seit 2016 mit der Perfect[1] stationiert. (Die beiden anderen liegen in RAF Barkston Heath.) Hinzu kommt die 45. Reserve Squadron, ausgerüstet seit 2018 mit Phenom 100, für die "Mehr-Motorigen"-Schulung.

Hinzu kommen einige weitere Dienststellen.